# Bloomeria crocea
Espèce
Classification APG III (2009)
Bloomeria crocea est une espèce végétale de la famille des Asparagacées.